# Нютръл Милк Хотел
„Нютръл Милк Хотел“ (Neutral Milk Hotel) е американска инди рок група, сформирана от певеца, китарист и поет Джеф Менгъм в края на 1980-те години. Групата е известна със своето експериментално звучене, смътните си текстове и разностранната инструментация.

## История
Първият запис с името Нютръл Милк Хотел идва през 1994 година с ий-пи-то Everything Is, което е кратка колекция от песни с Менгъм. В следващия запис On Avery Island, който се появява скоро след това, към Менгъм се присъединява приятелят му от детството Робърт Шнайдър, фронтмен на Апълс Ин Стерео, който дава своя принос в продукцията и инструментацията. При издаването на този албум пълният състав на групата е постигнат и започва процес на концертиране.
Нютръл Милк Хотел издава In The Aeroplane Over The Sea през 1998, което се превръща в техния най-известен и най-добре посрещнат от критиката албум. Макар да не постига търговски успех по време на издаването си, от него са продадени над 300 000 бройки и се радва на критическа почит от няколко публикации, включително Пичфорк Мидия, Мегнит Мегъзин, Олмюзик и анкетата на Паз Енд Джоп. Въпреки нарастващата ѝ популярност, групата се разпада през 1999 година след като Менгъм се разочарова от концертите и музикалната преса, а впоследствие претърпява разстройство на нервната система.
Нютръл Милк Хотел е част от Елефънт Сикс Рикординг Кампъни, базирана в Атънс, щата Джорджия. Групата е един от първите три проекта на Елефънт Сикс, като другите два са Апълс Ин Стерео и Оливия Тремър Кънтрол.
На 29 април 2013 година групата обявява съживително турне за есента на 2013 година. Предвижда се на него да свири съставът от In The Aeroplane Over The Sea, като това е обявено на сайта на звукозаписната им компания.